# アントニ・シェリッチ
アントニ・シェリッチ（Anthony Šerić, 1979年1月15日- ）は、オーストラリア・シドニー出身の元クロアチア代表サッカー選手。現役時代のポジションはディフェンダー (左サイドバック) 。

## 経歴

### クラブ
クロアチア人の家族の下でオーストラリアに生まれたシェリッチは、ユース時代に奨学金を受けてオーストラリア国立スポーツ研究所のサッカー部門で過ごしていたが、自身のルーツであるクロアチアへ渡り、強豪ハイドゥク・スプリトでプロキャリアを開始した。

#### イタリア
1999年にイタリア1部のパルマFCと契約するも外国人枠（3+EU外2）が原因で試合に出場することが出来ない状態だったため、すぐさまエラス・ヴェローナFCへ期限付き移籍し、同僚のアダイウトンも共同保有で加入した。2000年に期限付きの期間が延長され、2000-01シーズンにクォータ制が一旦廃止されてもパルマに呼び戻されることはなく、2001年6月に同僚のマルティン・ラウルセンがパルマに保有権全て買い取られ（2000年に半分買い取っていた）ていったが、シェリッチは保有権の半分がエラス・ヴェローナに売却されたその後、同僚のFWアルベルト・ジラルディーノもパルマに保有権が買われ、エラス・ヴェローナに期限付き移籍の形で復帰した。
2002年にクラブが2部に降格すると、ジラルディーノはパルマに保有権全て買い取られる代わりにシェリッチは保有権全てをエラス・ヴェローナに売却された。しかし、同2002-03シーズンのシェリッチは2部の舞台で出場することはなく、2002年8月31日に1部のブレシア・カルチョへの期限付き移籍が決定した。
2003-04シーズンになると、フロリアン・ミルタイと入れ替わる形でパルマへ期限付き移籍することとなり、1999-2000シーズンにエラス・ヴェローナで指導を受けたチェーザレ・プランデッリ監督と再会を果たすこととなった。
2004-05シーズンは、ヤープ・スタム、シニシャ・ミハイロヴィッチ、ジュゼッペ・ファヴァッリ、フェルナンド・コウト、パオロ・ネグロ、マッシモ・オッドと多くの有能な選手が去ったSSラツィオに期限付き移籍。また、同時期の守備陣にセバスティアーノ・シヴィーリアとオスカル・ロペスがラツィオと契約した。

#### ギリシャ / クロアチア / トルコ
2005年6月30日に移籍金120万ユーロでアルベルト・マレザーニ監督（2001-02シーズンにエラス・ヴェローナで指導を受けた）率いるパナシナイコスFCと2年契約を締結。
2008年6月2日に自由移籍でベシクタシュJKと2+1年契約を締結するも、2009年1月に古巣ハイドゥク・スプリトへ復帰。ハイドゥクではすぐさま定位置を掴み、同2008-09シーズン終了まで11試合に出場した。2シーズン在籍後にカルデミル・カラビュックスポルと契約した。

### 代表
1998年にオーストラリア代表とクロアチア代表の2チームから誘いがあった末、クロアチアを選択。同年5月29日にプーラでのスロバキア戦でクロアチア代表として初出場を飾る。1998 FIFAワールドカップ、2002 FIFAワールドカップ、2006 FIFAワールドカップと3大会連続で選出され、1998年大会では3位入賞を経験しているが、いずれの大会でも出番は訪れなかった。

## 代表歴

### 出場大会
- クロアチア代表
  - 1998 FIFAワールドカップ
  - 2002 FIFAワールドカップ
  - 2006 FIFAワールドカップ

### 試合数
- 国際Aマッチ 16試合 0得点（1998年-2006年）[10]

| クロアチア代表 | 国際Aマッチ | 国際Aマッチ |
| 年             | 出場        | 得点        |
| -------------- | ----------- | ----------- |
| 1998           | 3           | 0           |
| 1999           | 3           | 0           |
| 2000           | 0           | 0           |
| 2001           | 0           | 0           |
| 2002           | 2           | 0           |
| 2003           | 3           | 0           |
| 2004           | 0           | 0           |
| 2005           | 3           | 0           |
| 2006           | 2           | 0           |
| 通算           | 16          | 0           |